# Truppgymnastik

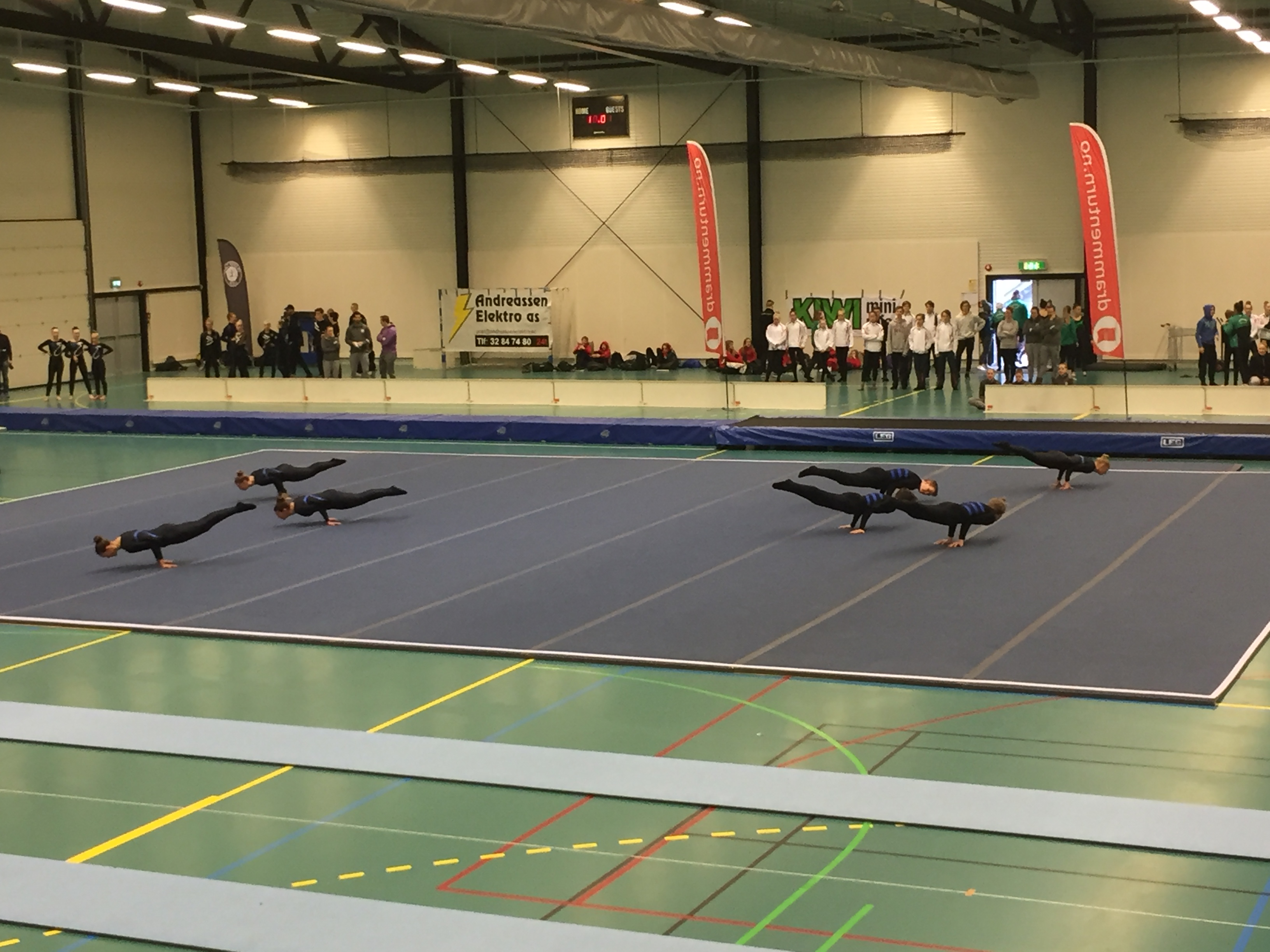
Ett mixlag i Norge.

Truppgymnastik är en tävlingsform inom gymnastik som växte fram på 1980-talet i Sverige. Det är den populäraste tävlingsdisciplinen inom svensk gymnastik med verksamhet i 197 föreningar och 30 506 licensierade tävlingsgymnaster (2022). Sverige tillhör världstoppen i truppgymnastik historiskt sett framför allt tillsammans med Danmark på herrsidan, samt Island på damsidan.
Gymnasterna tävlar i lag på ca 6-20 gymnaster beroende på vilken tävlingsnivå det rör sig om och tävlingar sker i damklass, herrklass, mixad klass samt öppen klass. I mix måste hälften vara pojkar och hälften flickor vilket skiljer sig mot öppen klass där alla oavsett kön får delta. De grenar man tävlar i är tumbling, trampett och fristående. Domare ger en poäng för varje redskap som i sin tur består av delpoänger. Det är ca 4-8 domare i varje gren.

## Redskap
Tumbling är en utveckling av det som tidigare kallades "matta". Redskapsutvecklingen som skett har gjort att grenen utvecklats mycket tekniskt mot allt mer avancerade voltserier, otänkbara på "matta" eller voltgolv. Laget genomför totalt tre varv, ett i taget och väntar in varandra innan nästa varv påbörjas. Minst sex gymnaster deltar på varje varv. Beroende på tävlingsnivå utförs olika volter, men gemensamt är att första varvet är ett likavarv där alla gymnaster kör samma serie. På i princip alla tävlingar behöver dessutom ett av tre varv vara övervägande framåtrotationer och ett annat övervägande bakåtrotationer.
I trampett utförs olika hopp på en trampett, minst ett med- och minst ett utan hoppredskap (pegasus). Likt tumbling görs tre varv, ett i taget med minst sex gymnaster på varje varv. Första varvet är ett likavarv.
I fristående framförs istället för varv en akrobatisk dans där minst sex gymnaster deltar i programmet. Koreografin ska vara mellan 2 min 15 s och 2 min 45 s och utföras på mattor på SM- och högre nivå. Friståendeprogrammet ska innehålla gymnastiska moment som piruetter, balansövningar och hopp samt akrobatiska övningar och en parövning.

## Bedömning

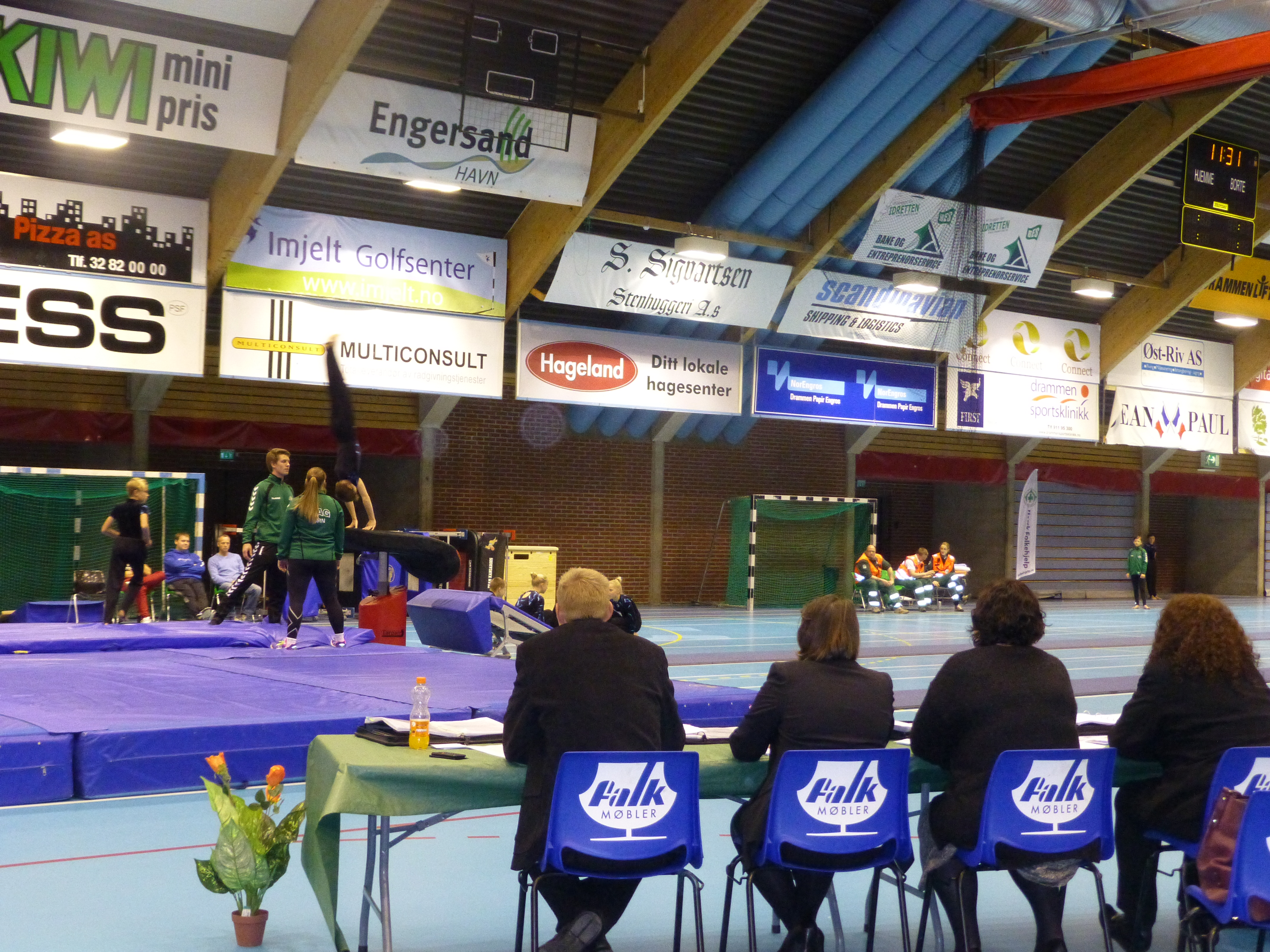

Domare bedömer truppens utförande av tumbling, trampett och friståendeprogram utifrån svårighet, utförande och komposition. Bedömningen skiljer sig åt mellan olika nivåer och tävlingar och bestäms av respektive tävlingsbestämmelse. För det mesta utgår bedömningen dock från de bedömningsreglementen som Gymnastikförbundet ger ut och dessa utgår i huvudsak från följande principer.
Olika övningar genererar olika mycket svårighetspoäng, D-poäng. Från utgångspoängen i utförande, E-poäng, (för de högre nivåerna 10,0) och komposition, C-poäng, (2,0) görs olika avdrag, till exempel för bristande teknik, fall eller osamstämmighet. Poängen sammanställs först gren för gren och läggs sedan ihop för en totalpoäng.
Ofta förekommande skillnader är att det på lägre tävlingsnivåer svårighetspoängen densamma för alla lag oavsett vilka övningar som lagen utför och på de flesta andra tävlingar finns det ett maxtak som svårighetspoängen inte kan överstiga oavsett hur svåra volter som utförs.

## Tränarens roll

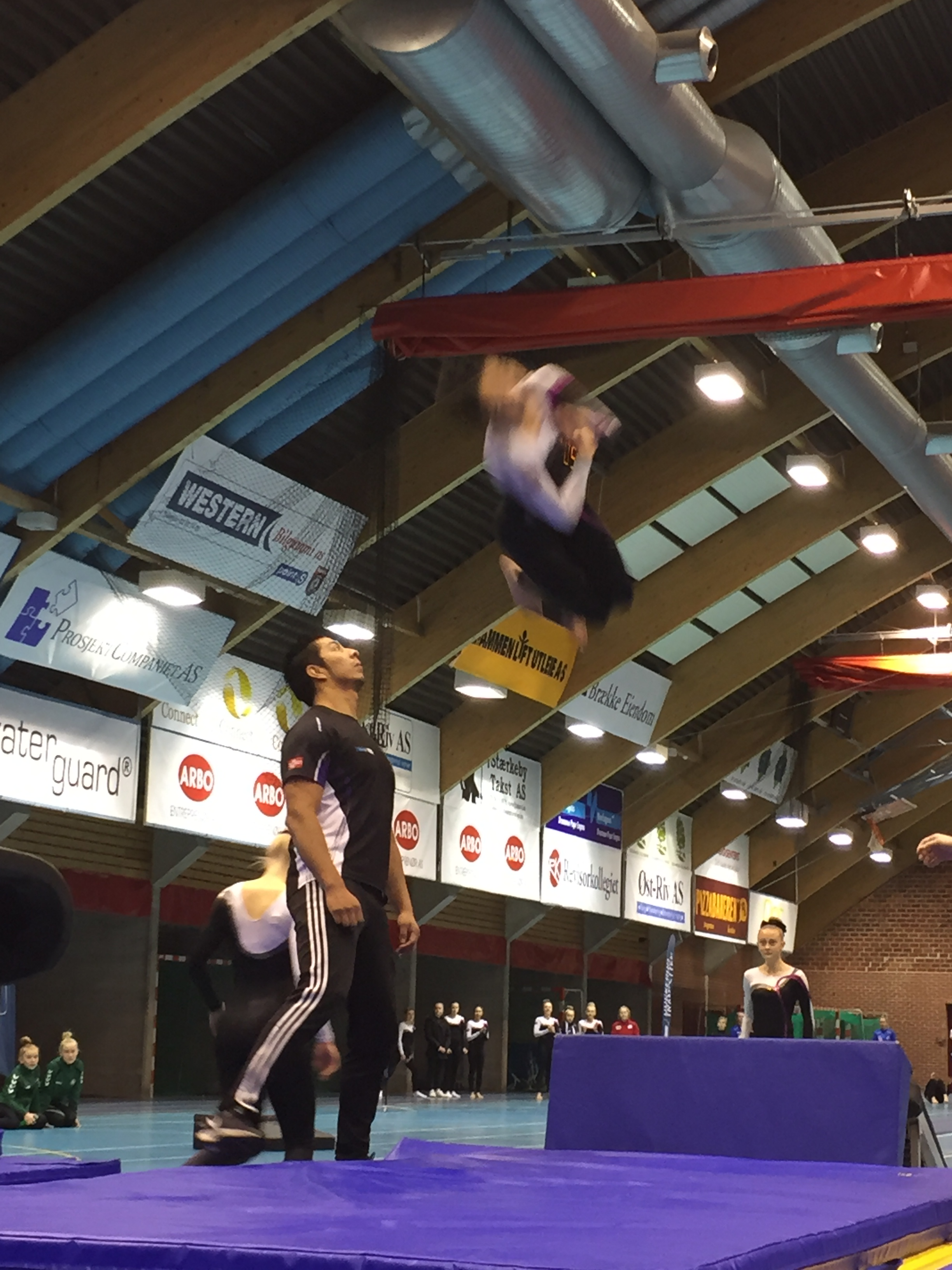

På tävling måste tränare stå som säkerhetspass, en på tumbling och två vid trampett. Tränarna måste även ha licens för att få passa de volter och övningar som körs på redskapen, det gäller även vid träning. Det är viktigt eftersom vissa övningar är mycket svåra och riskabla, så tränarna måste veta hur de ska lära gymnasterna rätt för att förhindra skador.

## Historia
Från nationalistiska grunder i början av 1900-talet internationaliserades dåtidens gymnastik. Musiken fick en viktigare roll och gymnastiken utvecklades i olika riktningar, framförallt utifrån de två binära könen, under tiden efter andra världskriget. Med influenser från Amerika och Europa fortsatte utvecklingen för att först på 1970-talet nå den tidiga formen av dagens truppgymnastik. Sedan dess har voltteknik såväl som redskapen utvecklats, voltgolv utvecklats till tumbling, satsbrädan ersatts av trampett, vilket möjliggjort en enorm utveckling av volter och serier.

## Tävlingar
Truppgymnastik är inte en publiksport på samma sätt som exempelvis fotboll eller ishockey som involverar stort publikengagemang, bettingsajter och livesändningar på tv-kanaler. Istället är det framförallt tränare, tidigare gymnaster och gymnaster som engageras vid  större tävlingar och mästerskap samtidigt som anhöriga ofta fyller läktaren och ser youtube-livesändningen när yngre gymnaster tävlar. Det finns inga professionella truppgymnaster som kan försörja helt och hållet sig på sin idrott, men 2023 fanns två anställda truppgymnaster i GF Örebro.

### Tävlingsmomentet
En tävling i truppgymnastik innefattar de tidigare nämnda tre redskapen vilka alla lag först förtränar på. Förträningen innebär att varje lag får en given tid att värma upp och testa alla tre redskap i tur och ordning innan tävlingsmomentet startar. Ofta inleds tävlingen med en defilering där alla lag presenteras, därefter tävlar ett lag i taget på varje redskap och bedöms av respektive grupp domare för det redskap som genomfördes. Varje enskild domare har specifika uppgifter som ges utifrån de tävlingsbestämmelser som gäller. När alla lag tävlat färdigt sker indefilering och lagen samlas framför publiken för prisutdelning. På mästerskap och rikstävlingar koras vinnare i mångkamp, alla tre poänger sammanlagda, medan många föreningstävlingar även utser grensegrare för varje redskap (det görs även på riksettan).
För att lagen ska få rimlig tid mellan de olika redskapen brukar ca 8-12 lag tävla åt gången. Tävlingen kan dock delas upp, till exempel om det är fler än 12 lag anmälda, i kval och final. Ibland krävs även flera kvalgrupper, pooler, där en pool tävlar i taget. Därefter hålls oftast en final med de lag som presterat bäst i kvalet och prisutdelning efter följande final.

### Internationellt

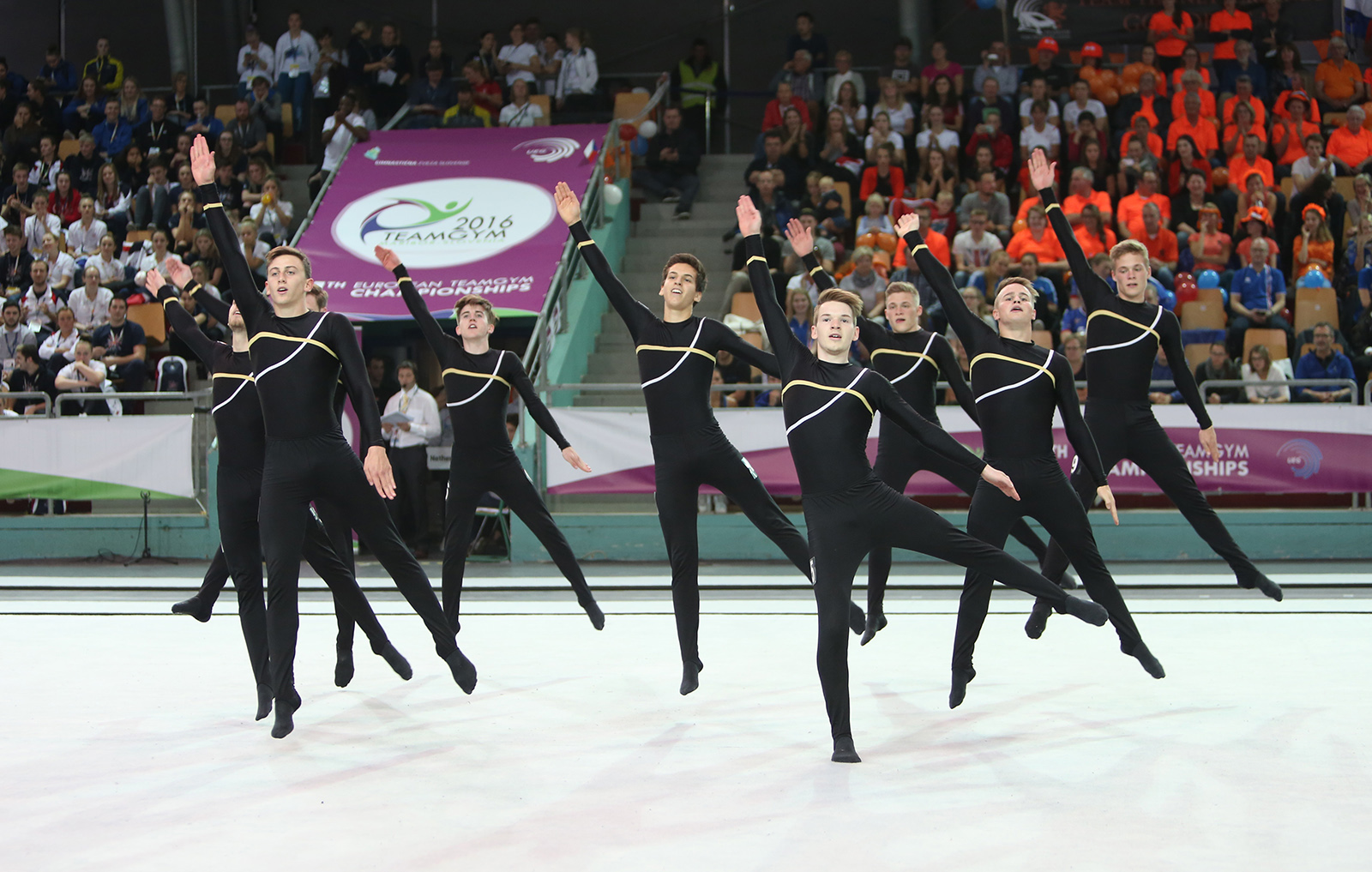
Europamästerskapet 2016.

De högsta internationella tävlingarna inom truppgymnastik kan anses vara europamästerskap (EM) och nordiska mästerskap (NM). Europeiska Gymnastikförbundet (EUG) anordnar vartannat år, varje jämnt årtal, EM medan NM går vartannat år övriga, ojämna, årtal. Till EM tar Svenska Gymnastikförbundet ut landslag med gymnaster från landets föreningar som sedan får åka till EM. (En del länder, till exempel de med färre utövare av truppgymnastik, väljer dock att skicka rena klubblag istället.) Vid NM deltar istället två klubblag från vardera land av Danmark, Norge, Island, Finland och Sverige. Historiskt sett har det framförallt varit de nordiska länderna som tagit medalj under EM, varför NM håller likvärdig eller högre nivå än på EM. Senaste decenniet var det framförallt Sverige/Island på damsidan respektive Sverige/Danmark på herrsidan som tävlade om titlarna under såväl europeiska och nordiska mästerskap.
Varje internationellt mästerskap tävlas i totalt sex klasser, seniordam, -herr och -mix samt juniordam, -herr och -mix. I dam- och herr tävlar gymnasterna uppdelat utifrån deras kön till skillnad från mix där halva laget måste vara män och halva laget måste vara kvinnor. Junior EM (JEM) går i samband med EM för seniorer medan Junior NM (JNM) går ett halvår efter NM för seniorer.
De internationella tävlingarna sker utifrån tävlingsbestämmelserna i Code of Points (CoP) som ges ut av EUG var tredje-fjärde år. Dessa styr allt som hör tävlingen till, från alla olika deltagares rättigheter samt skyldigheter till redskapsspecifikationer, svårighetsvärden och kompositionskrav till poängavdrag med mera.
Varje lag består av åtta till tio gymnaster (+ reserver) där alla ordinarie gymnaster måste delta i fristående för att få tävla i tumbling och trampett. På varje tumbling- och trampettvarv tävlar sex gymnaster, i fristående minst åtta, med undantag vid skada.

### Nationellt
I Sverige finns olika nivåer av tävlingar, där Svenska mästerskap (SM) är den högsta nivån. SM finns i tre åldersklasser, ungdom 13-15 år, junior 15-18 år samt senior 17+ år där USM går på våren, JSM på hösten och SM på våren/sommaren. På SM-tävlingar är lagen sammansatta på samma sätt som för de internationella tävlingarna, enligt CoP med svenska anpassningar.
Utöver mästerskapen finns det rikstävlingar som går en gång per termin för nivåerna ett till sex, där nivå ett är svårast. Riksettan och rikstvåan tävlas på SM-stegens tävlingsbestämmelser men med flera markanta skillnader. Framförallt är fler gymnaster är tio tillåtna i laget och avdraget för extra gymnaster på varven är borttaget. På tumbling och trampett räknas dock enbart de sex sista gymnasternas svårighet i D-poängen, medan utförandet i E-poängen utgörs av ett medelvärde av alla deltagande gymnaster. Även åldersuppdelningen skiljer sig mot mästerskapen då rikstvåan antingen är för 13-16 år eller 13+ år och riksettan riktar sig till gymnaster 15+ år. Sedan hösten 2022 går dessutom rikstvåan öppen klass, vilket blir den första rikstävlingen som tävlas på CoP med öppen könsfördelning.
Övriga rikstävlingar, rikstrean till riksfemman tävlas på Nationella Bedömningsreglementet (Nat.Br) som ges ut av Svenska Gymnastikförbundet. För att få tävla på riksnivå är ålderskravet 13 år och för yngre gymnaster finns tävlingar som anordnas av regioner och föreningar upp till nivå nio. Tydliga skillnader för tävlingar på Nat.Br i jämförelse med CoP är till exempel att friståenden på Nat.Br inte tävlas på mattvåd. Utöver det rör skillnaderna svårighetsvärden på övningar, sammansättning av poäng och avdrag samt svårighet- och kompositionskrav.

## Tävlingsresultat

### SM
| År   | Dam                                                    | Herr                                                   | Mix                                                    |
| ---- | ------------------------------------------------------ | ------------------------------------------------------ | ------------------------------------------------------ |
| 2024 | Brommagymnasterna                                      | Brommagymnasterna                                      | GF Örebro                                              |
| 2023 | Brommagymnasterna                                      | KFUM:s GA Stockholm                                    | GK Motus Salto                                         |
| 2022 | Brommagymnasterna                                      | Brommagymnasterna                                      | Örebro GF                                              |
| 2021 | Inget mästerskap hölls till följd av Covid-19-pandemin | Inget mästerskap hölls till följd av Covid-19-pandemin | Inget mästerskap hölls till följd av Covid-19-pandemin |
| 2020 | Inget mästerskap hölls till följd av Covid-19-pandemin | Inget mästerskap hölls till följd av Covid-19-pandemin | Inget mästerskap hölls till följd av Covid-19-pandemin |
| 2019 | GK Motus Salto                                         | GF Brommagymnasterna                                   | Örebro GF                                              |
| 2018 | Örebro GF-KIF                                          | GF Brommagymnasterna                                   | Gefle GF                                               |
| 2017 | Örebro GF-KIF                                          | KFUM:s GA Stockholm                                    | Örebro GF-KIF                                          |
| 2016 | Örebro GF-KIF                                          | GF Brommagymnasterna                                   | GF Brommagymnasterna                                   |
| 2015 | Höganäs GF                                             | GF Brommagymnasterna                                   | Gefle GF/Västerås GF                                   |
| 2014 | Höganäs GF                                             | GF Brommagymnasterna                                   | Gefle GF/Västerås GF                                   |
| 2013 | Höganäs GF                                             | GF Brommagymnasterna                                   | GF Brommagymnasterna                                   |
| 2012 | GF Brommagymnasterna                                   | GF Brommagymnasterna                                   | Gefle GF/GF Uppsalaflickorna                           |
| 2011 | Höganäs GF                                             | KFUM:s GA Stockholm                                    | GF Energo                                              |
| 2010 | GF Ling                                                | GF Brommagymnasterna                                   | GF Energo                                              |

### EM
|      |      |                      | Herr    | Herr    | Herr           | Dam      | Dam     | Dam      | Mix            | Mix            | Mix      |
| År   | Nr   | Värd                 | Guld    | Silver  | Brons          | Guld     | Silver  | Brons    | Guld           | Silver         | Brons    |
| ---- | ---- | -------------------- | ------- | ------- | -------------- | -------- | ------- | -------- | -------------- | -------------- | -------- |
| 1996 | I    | Jyväskylä            | Sverige | Danmark | Sverige        | Sverige  | Estland | Tyskland | Danmark        | Finland        | Sverige  |
| 1998 | II   | Odense               | Danmark | Sverige | Danmark        | Tyskland | Sverige | Finland  | Tjeckien       | Danmark        | Tjeckien |
| 2000 | III  | Birmingham           | Danmark | Danmark | Sverige        | Danmark  | Danmark | Tyskland | Danmark        | Sverige        | Danmark  |
| 2002 | IV   | Châlons-en-Champagne | Danmark | Sverige | Danmark        | Danmark  | Sverige | Sverige  | Danmark        | Sverige        | Danmark  |
| 2004 | V    | Dornbirn             | Danmark | Sverige | Norge          | Norge    | Sverige | Danmark  | Danmark        | Sverige        | Norge    |
| 2006 | VI   | Ostrava              | Danmark | Danmark | Sverige        | Sverige  | Island  | Danmark  | Danmark        | Sverige        | Danmark  |
| 2008 | VII  | Ghent                | Danmark | Danmark | Sverige        | Sverige  | Island  | Danmark  | Danmark        | Norge          | Sverige  |
| 2010 | VIII | Malmö                | Danmark | Sverige | Norge          | Island   | Sverige | Norge    | Norge          | Sverige        | Danmark  |
| 2012 | IX   | Aarhus               | Danmark | Sverige | Norge          | Island   | Sverige | Finland  | Danmark        | Norge          | Sverige  |
| 2014 | X    | Reykjavík            | Danmark | Sverige | Norge          | Sverige  | Island  | Danmark  | Danmark        | Norge          | Sverige  |
| 2016 | XI   | Maribor              | Danmark | Sverige | Norge          | Sverige  | Island  | Danmark  | Sverige        | Danmark        | Island   |
| 2018 | XII  | Lissabon             | Danmark | Sverige | Norge          | Sverige  | Island  | Danmark  | Sverige        | Danmark        | Island   |
| 2020 | XIII | Guimarães            | Sverige | Island  | Storbritannien | Island   | Sverige | Finland  | Sverige        | Storbritannien | Italien  |
| 2022 | XIV  | Luxemburg            | Danmark | Norge   | Sverige        | Sverige  | Island  | Danmark  | Storbritannien | Danmark        | Sverige  |
| 2024 | XV   | Baku                 |         |         |                |          |         |          |                |                |          |

#### 2010
EM i truppgymnastik, även kallat Team Gym, hölls för åttonde gången 2010. Tävlingen arrangerades då av gymnastikföreningen GK Motus Salto och hölls i Baltiska hallen i Malmö. Det blev silver till alla de svenska lagen på seniornivå, guld till juniortjejerna, silver till juniorkillarna och brons till juniormix. 
| Klass      | 1:a, guld | 2:a, silver | 3:a, brons |
| ---------- | --------- | ----------- | ---------- |
| Seniordam  | Island    | Sverige     | Norge      |
| Seniorherr | Danmark   | Sverige     | Norge      |
| Seniormix  | Norge     | Sverige     | Danmark    |
| Juniordam  | Sverige   | Danmark     | Island     |
| Juniorherr | Danmark   | Sverige     | Norge      |
| Juniormix  | Norge     | Danmark     | Sverige    |

#### 2012
År 2012 hade Sverige sina första seniorlandslag i truppgymnastik och på Team Gym i Danmark samma år fick både dam- och herrlandslaget silver medan mixlandslaget fick brons. EM 2012 Hölls i NRGi Arena Aarhus, Danmark.
| Klass      | 1:a, guld | 2:a, silver | 3:a, brons |
| ---------- | --------- | ----------- | ---------- |
| Seniordam  | Island    | Sverige     | Finland    |
| Seniorherr | Danmark   | Sverige     | Norge      |
| Seniormix  | Danmark   | Norge       | Sverige    |
| Juniordam  | Island    | Danmark     | Sverige    |
| Juniorherr | Danmark   | Norge       | Sverige    |
| Juniormix  | Danmark   | Norge       | Sverige    |

#### 2014
EM 2014 hölls i Reykjavík, Island, under 15-18 oktober 2014.
I maj 2014 blev det klart att GT Vikingarna representerar Sverige i juniordam-klassen. Juniorherr-laget bestod av ett samarbete mellan Brommagymnasterna, Järfällagymnasterna och GF Fram. Sverige deltog inte i juniormix.
| Klass      | 1:a, guld | 2:a, silver | 3:a, brons |
| ---------- | --------- | ----------- | ---------- |
| Seniordam  | Sverige   | Island      | Danmark    |
| Seniorherr | Danmark   | Sverige     | Norge      |
| Seniormix  | Danmark   | Norge       | Sverige    |
| Juniordam  | Danmark   | Sverige     | Island     |
| Juniorherr | Danmark   | Norge       | Sverige    |
| Juniormix  | Danmark   | Norge       | Island     |

#### 2016
EM 2016 hölls i Maribor, Slovenien 12-15 oktober 2016. Sverige skickade Brommagymnasterna att representera Sverige i juniordam-klassen. Juniorherr-laget bestod av ett samarbete mellan Brommagymnasterna, Järfällagymnasterna och GF Fram.
| Klass      | 1:a, guld | 2:a, silver | 3:a, brons     |
| ---------- | --------- | ----------- | -------------- |
| Seniordam  | Sverige   | Island      | Danmark        |
| Seniorherr | Danmark   | Sverige     | Norge          |
| Seniormix  | Sverige   | Danmark     | Island         |
| Juniordam  | Island    | Danmark     | Sverige        |
| Juniorherr | Danmark   | Sverige     | Storbritannien |
| Juniormix  | Danmark   | Norge       | Island         |

#### 2018
2018 års EM hölls i Odivelas, Portugal oktober 2018. Det här var första gången Sverige deltog med juniorlandslag.
| Klass      | 1:a, guld | 2:a, silver | 3:a, brons |
| ---------- | --------- | ----------- | ---------- |
| Seniordam  | Sverige   | Island      | Danmark    |
| Seniorherr | Danmark   | Sverige     | Norge      |
| Seniormix  | Sverige   | Danmark     | Island     |
| Juniordam  | Sverige   | Danmark     | Island     |
| Juniorherr | Danmark   | Sverige     | Norge      |
| Juniormix  | Danmark   | Sverige     | Norge      |

#### 2021
EM 2020 blev flyttat från 2020 i Danmark och hölls istället i Guimares i Portugal i december 2021 på grund av Covid-19-pandemin. Av samma skäl drog sig både Danmark och Norge ur för att istället satsa på EM 2022.
Historia skrevs dessutom då trippla volter tävlades på trampett och helstart-handvolt-dubbelhalv tävlades på tumbling för första gången i ett europamästerskap på damsidan.
Alla svenska landslag förutom juniormixen, som kvalade in tvåa, kvalade in på förstaplats inför finalen. Både juniorherr och juniordam försvarade förstaplatserna och tog guld i finalen. Juniormixen fick tyvärr en skada första varvet på hopp men slutade ändå på en andra plats efter en fint genomförd tävling med tanke på omständigheterna. Seniormix och seniorherr försvarade även de gulden från kvalet, medan seniordam kämpade in i det sista. Trots en skada på hopp krigade sig damerna till 57.250 - exakt samma poäng som Islands damer, vilket slutade i ett silver för Sverige när antal grensegrar jämfördes.
| Klass      | 1:a, guld      | 2:a, silver    | 3:a, brons     |
| ---------- | -------------- | -------------- | -------------- |
| Seniordam  | Island         | Sverige        | Finland        |
| Seniorherr | Sverige        | Island         | Storbritannien |
| Seniormix  | Sverige        | Storbritannien | Finland        |
| Juniordam  | Sverige        | Danmark        | Storbritannien |
| Juniorherr | Sverige        | Sverige        | Estland        |
| Juniormix  | Storbritannien | Sverige        | Island         |

#### 2022
Tävlingen hölls i Luxemburg, Luxemburg 14-17 september 2022. SVT sände seniorfinalerna på SVT Play. Mästerskapet resulterade i guld för seniordam, silver för alla juniorlag och brons för senior herr och mix.
| Klass      | 1:a, guld      | 2:a, silver | 3:a, brons     |
| ---------- | -------------- | ----------- | -------------- |
| Seniordam  | Sverige        | Island      | Norge          |
| Seniorherr | Danmark        | Norge       | Sverige        |
| Seniormix  | Storbritannien | Danmark     | Sverige        |
| Juniordam  | Danmark        | Sverige     | Island         |
| Juniorherr | Danmark        | Sverige     | Norge          |
| Juniormix  | Danmark        | Sverige     | Storbritannien |

#### 2024
Tävlingen hölls i Baku i Azerbajdzjan och i Sverige sände SVT seniorfinalerna på SVT Play.